# Вторая часть Дианы
«Вторая часть Дианы» (исп. La Segunda Parte de la Diana) — пасторальный роман испанского писателя Алонсо Переса, опубликованный в 1564 году, продолжение романа Хорхе де Монтемайора «Диана».
Роман был написан под влиянием как «Дианы» Монтемайора, так и «Аркадии» Якопо Саннадзаро. При этом мир, в котором происходит действие, становится ещё более условным, под отдельными персонажами угадываются известные представители испанского общества 1560-х годов, то есть книга превращается в «роман с ключом». «Вторая часть Дианы» пользовалась успехом у читателей, но при этом подвергалась критике со стороны духовенства, так как не соответствовала нормам религиозной морали.